# Table des caractères Unicode/U1E900
Cette page contient des caractères spéciaux ou non latins. S’ils s’affichent mal (▯, ?, etc.), consultez la page d’aide Unicode.
Table des caractères Unicode U+1E900 à U+1E95F  (125 184 à 125 279 en décimal) (écrits de droite à gauche)..

## Adlam
Caractères utilisés pour l’écriture avec l’alphabet adlam, principalement utilisé pour transcrire les langues et dialectes peuls et d’autres langues africaines géographiquement proches (dont les langues sémitiques, nigéro-congolaises, nilo-sahariennes ou parfois européennes, auxquelles les locuteurs peuls peuvent effectuer des emprunts jusque dans leur phonologie distinctive).
Le bloc comprend les vingt lettres majuscules de l’alphabet principal (pour le peul ou les autres langues atlantiques ou sémitiques), six lettres majuscules complémentaires (pour les emprunts à d'autres langues), les vingt lettres minuscules de l’alphabet principal, six lettres minuscules complémentaires, sept signes diacritiques (rarement utilisés en peul hormis pour marquer la gémination des consonnes ou l'allongement des voyelles, mais plus fréquents dans les emprunts), une lettre modificative (pour indiquer dans un trigramme commençant par la lettre noun (𞤲)  et terminée par une autre consonne la formation phonétique d'une consonne prononcée comme prénasalisée ; ce signe est omis dans de nombreux cas où il n'est pas nécessaire en langue peule, notamment dans les syllabes initiales et les mots monosyllabiques, ou bien dans les mots polysyllabiques après une syllabe terminée par une voyelle longue ou une consonne, où la prénasalisation de la syllabe suivante commençant par un noun est alors implicite), les dix chiffres décimaux et quelques signes de ponctuation.
Les caractères U+1E944 à U+1E94A sont des signes diacritiques, qui se combinent avec la lettre qu’ils suivent ; ils sont combinés ici avec la lettre minuscule adlam alif « 𞤀 » (U+1E922) à des fins de lisibilité. Là encore, hormis pour les emprunts à d'autres langues ou quand des distinctions phonologiques sont nécessaires en langue peule, ces signes sont fréquemment omis en langue peule quand les modifications phonologiques sont implicites et non ambigües et il est possible d'écrire en langue peule pure sans en faire usage la plupart du temps, avec les seules vingt lettres de l'alphabet de base.

### Table des caractères
| en fr   | 0 | 1 | 2 | 3 | 4 | 5 | 6 | 7 | 8 | 9 | A | B | C | D | E | F |
| ------- | - | - | - | - | - | - | - | - | - | - | - | - | - | - | - | - |
| U+1E900 | 𞤀 | 𞤁 | 𞤂 | 𞤃 | 𞤄 | 𞤅 | 𞤆 | 𞤇 | 𞤈 | 𞤉 | 𞤊 | 𞤋 | 𞤌 | 𞤍 | 𞤎 | 𞤏 |
| U+1E910 | 𞤐 | 𞤑 | 𞤒 | 𞤓 | 𞤔 | 𞤕 | 𞤖 | 𞤗 | 𞤘 | 𞤙 | 𞤚 | 𞤛 | 𞤜 | 𞤝 | 𞤞 | 𞤟 |
| U+1E920 | 𞤠 | 𞤡 | 𞤢 | 𞤣 | 𞤤 | 𞤥 | 𞤦 | 𞤧 | 𞤨 | 𞤩 | 𞤪 | 𞤫 | 𞤬 | 𞤭 | 𞤮 | 𞤯 |
| U+1E930 | 𞤰 | 𞤱 | 𞤲 | 𞤳 | 𞤴 | 𞤵 | 𞤶 | 𞤷 | 𞤸 | 𞤹 | 𞤺 | 𞤻 | 𞤼 | 𞤽 | 𞤾 | 𞤿 |
| U+1E940 | 𞥀 | 𞥁 | 𞥂 | 𞥃 | 𞤢𞥄 | 𞤢𞥅 | 𞤢𞥆 | 𞤢𞥇 | 𞤢𞥈 | 𞤢𞥉 | 𞤢𞥊 | 𞥋 |   |   |   |   |
| U+1E950 | 𞥐 | 𞥑 | 𞥒 | 𞥓 | 𞥔 | 𞥕 | 𞥖 | 𞥗 | 𞥘 | 𞥙 |   |   |   |   | 𞥞 | 𞥟 |

### Historique

#### Version initiale Unicode 9.0
| v · d · m | 0 | 1 | 2 | 3 | 4 | 5 | 6 | 7 | 8 | 9 | A | B | C | D | E | F |
| --------- | - | - | - | - | - | - | - | - | - | - | - | - | - | - | - | - |
| U+1E900   | 𞤀 | 𞤁 | 𞤂 | 𞤃 | 𞤄 | 𞤅 | 𞤆 | 𞤇 | 𞤈 | 𞤉 | 𞤊 | 𞤋 | 𞤌 | 𞤍 | 𞤎 | 𞤏 |
| U+1E910   | 𞤐 | 𞤑 | 𞤒 | 𞤓 | 𞤔 | 𞤕 | 𞤖 | 𞤗 | 𞤘 | 𞤙 | 𞤚 | 𞤛 | 𞤜 | 𞤝 | 𞤞 | 𞤟 |
| U+1E920   | 𞤠 | 𞤡 | 𞤢 | 𞤣 | 𞤤 | 𞤥 | 𞤦 | 𞤧 | 𞤨 | 𞤩 | 𞤪 | 𞤫 | 𞤬 | 𞤭 | 𞤮 | 𞤯 |
| U+1E930   | 𞤰 | 𞤱 | 𞤲 | 𞤳 | 𞤴 | 𞤵 | 𞤶 | 𞤷 | 𞤸 | 𞤹 | 𞤺 | 𞤻 | 𞤼 | 𞤽 | 𞤾 | 𞤿 |
| U+1E940   | 𞥀 | 𞥁 | 𞥂 | 𞥃 | 𞤢𞥄 | 𞤢𞥅 | 𞤢𞥆 | 𞤢𞥇 | 𞤢𞥈 | 𞤢𞥉 | 𞤢𞥊 |   |   |   |   |   |
| U+1E950   | 𞥐 | 𞥑 | 𞥒 | 𞥓 | 𞥔 | 𞥕 | 𞥖 | 𞥗 | 𞥘 | 𞥙 |   |   |   |   | 𞥞 | 𞥟 |

#### Compléments Unicode 12.0
| v · d · m | 0 | 1 | 2 | 3 | 4 | 5 | 6 | 7 | 8 | 9 | A | B | C | D | E | F |
| --------- | - | - | - | - | - | - | - | - | - | - | - | - | - | - | - | - |
| U+1E940   |   |   |   |   |   |   |   |   |   |   |   | 𞥋 |   |   |   |   |